# Franklin April
Franklin April (18 tháng 4 năm 1984 – 18 tháng 10 năm 2015) là một hậu vệ bóng đá người Namibia thi đấu cho FC Civics và Đội tuyển bóng đá quốc gia Namibia. Anh từng là một phần đội tuyển tham dự Cúp bóng đá châu Phi 2008.